# 川北正太郎
川北 正太郎（かわきた しょうたろう、1884年〈明治17年〉9月8日 - 1953年〈昭和28年〉7月19日）は、大正から昭和時代前期の政治家。京都府舞鶴市長、加佐郡中筋村長。

## 経歴
水鳥作蔵の二男として京都府舞鶴市に生まれる。京都師範学校を卒業し教職に就く。加佐郡中筋村助役を経て、1919年（大正8年）4月、同村長に就任。ついで加佐郡町村長会長、京都府会議員、郡農会長などを経て、1932年（昭和7年）10月、舞鶴町長となる。周辺町村との合併を推し進め、1938年（昭和13年）8月、市制施行とともに市長臨時代表者を務め、同年9月10日、舞鶴市長に就任した。東舞鶴市と合併して新たに舞鶴市が成立した後も市長を務めた。1942年（昭和17年）市長を一旦辞職。
戦後の1946年（昭和21年）1月、舞鶴市長立花一の辞職により市長に復帰。同年11月に辞職。その後公職追放となった。

## 親族
- 兄 水島彦一郎（衆議院議員、旧舞鶴市長）[8]